# Petrus Brundell
Petrus Brundell, född 11 september 1890 i Stigsjö, Västernorrland, död 1 december 1952 i Stockholm, var en svensk bankman.
Brundell utexaminerades från Schartaus handelsinstitut 1909 och praktiserade därefter på bank i Göteborg. Efter anställning i bankir- och bankföretag i Berlin och Paris 1910–1914 var han 1915–1917 kamrer i Sveriges privata centralbank. År 1917 blev Brundell direktionssekreterare i Skandinaviska Banken, 1930 direktör där och 1934 ställföreträdande verkställande direktör för bankens kontor i Stockholm. Brundell var gift med Rakel Kihlman (1895–1987). De är begravna på Bromma kyrkogård.